# Eublemma melasema
Eublemma melasema là một loài bướm đêm trong họ Erebidae.